# El Tiemblo
El Tiemblo ist ein Ort und eine aus mehreren Dörfern (aldeas), Weilern (pedanías) und Einzelgehöften (fincas) bestehende spanische Gemeinde (municipio) mit 4.526 Einwohnern (Stand: 2024) in der Provinz Ávila in der Autonomen Region Kastilien-León.

## Lage und Klima
Der ca. 695 m hoch gelegene Ort El Tiemblo befindet sich am östlichen Ende der Sierra de Gredos auf dem Südufer des Río Alberche knapp 45 km südöstlich von Ávila bzw. ca. 90 km westlich von Madrid. Das Klima im Winter ist kühl, im Sommer dagegen durchaus warm; die geringen Niederschlagsmengen (ca. 375 mm/Jahr) fallen – mit Ausnahme der nahezu regenlosen Sommermonate – verteilt übers ganze Jahr.

## Bevölkerungsentwicklung
| Jahr      | 1857  | 1900  | 1950  | 2000  | 2019  |
| Einwohner | 1.746 | 2.696 | 4.006 | 3.658 | 4.109 |

Trotz der Mechanisierung der Landwirtschaft, der Aufgabe bäuerlicher Kleinbetriebe und dem damit einhergehenden Verlust an Arbeitsplätzen ist die Bevölkerung in der zweiten Hälfte des 20. Jahrhunderts im Wesentlichen konstant geblieben.

## Wirtschaft
Das wirtschaftliche Leben von El Tiemblo ist in hohem Maße agrarisch orientiert – früher wurden Getreide, Weinreben etc. zur Selbstversorgung angepflanzt; Gemüse stammte aus den Hausgärten. Viehzucht (früher hauptsächlich Schafe und Ziegen, heute zumeist Rinder) und Forstwirtschaft (vor allem die Gewinnung von Holzkohle) wurde ebenfalls betrieben, denn auf dem Gemeindegebiet befindet sich ein großer Kastanienwald (castañar). Im Ort selbst haben sich Kleinhändler, Handwerker sowie Dienstleister aller Art angesiedelt. Seit den letzten Jahrzehnten des 20. Jahrhunderts spielt der ländliche Tourismus (turismo rural) eine immer bedeutsamer werdenden Rolle für das Wirtschaftsleben der Gemeinde.

## Geschichte

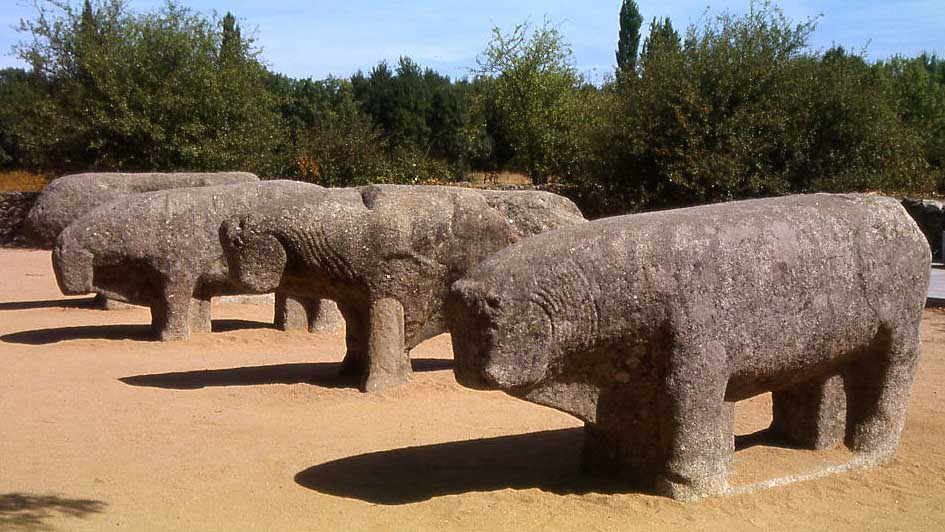
Toros de Guisando

Seit etwa 700 v. Chr. wurde die Region von den keltischen Vettonen besiedelt. Eindrucksvolle Zeugnisse aus dieser Zeit sind die Toros de Guisando (ca. 5. bis 3. Jahrhundert v. Chr.), die sich etwa 7 km außerhalb der Gemeinde in Richtung San Martín de Valdeiglesias befinden. Es wurde eine Besiedlung der Region durch die Westgoten nachgewiesen. In der als Valdepalomas bekannten Fundstelle (ca. 12 km außerhalb der Ortschaft) wurden mehr als 20 Gräber gefunden.
Seit dem 8. Jahrhundert gibt es die ersten Kontakte mit den Mauren; Orts- und Flurbezeichnungen wie Alberche und Atalaya zeugen noch heute von den Einflüssen aus dieser Zeit. Im 11. Jahrhundert wurde die Gegend von den Christen zurückerobert (reconquista) und wiederbesiedelt (repoblación). In der zweiten Hälfte des 14. Jahrhunderts siedelten sich Mönche vom Orden der Hieronymiten an.
Seit dem 2. Juli 1445 ist die Ortschaft als Gemeinde (villa) anerkannt. Von besonderer Bedeutung für die spanische Geschichte ist die Regelung der Thronfolge zu Gunsten der späteren Isabella I. von Kastilien. Diese Zeremonie fand am 18. September 1468 bei den Toros de Guisando, ca. 8 km südöstlich des Ortes in Richtung Madrid, statt. Eine Gedenktafel erinnert dort noch heute an das für die spanische Geschichte wichtige Ereignis.

## Sehenswürdigkeiten

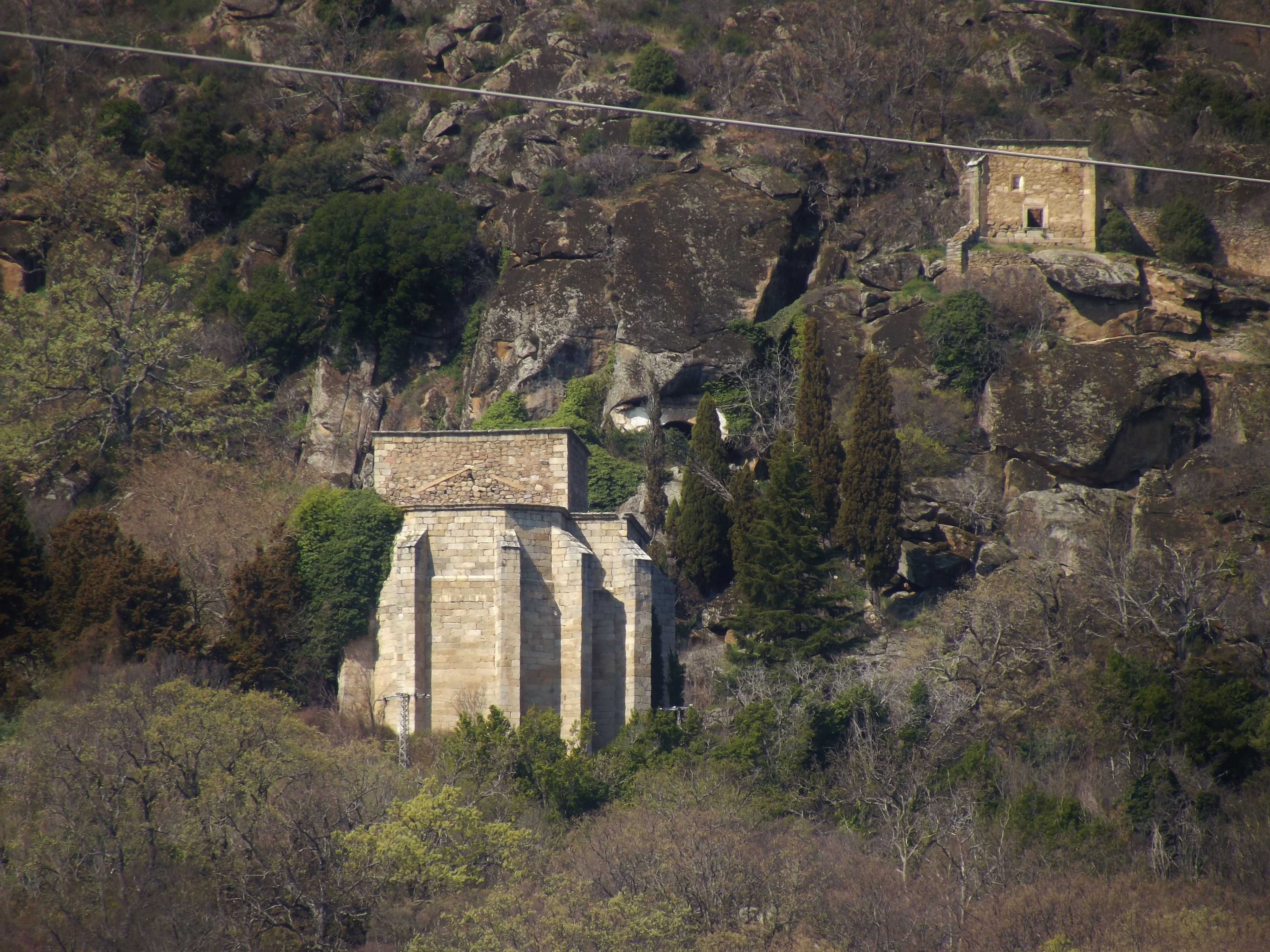
Monasterio de Guisando

- Die im 15. und 16. Jahrhundert erbaute dreischiffige Pfarrkirche ist der Himmelfahrt Mariens geweiht (Nuestra Señora de la Asunción). Im Innern befinden sich mehrere barocke Altarretabel aus dem 18. Jahrhundert.[6]
- Die barocke Ermita de San Antonio de Padua wurde im Jahr 1823 fertiggestellt. Ihre Fassade mit drei Eingängen und einem geschwungenen Giebel mit aufgesetztem Glockengiebel (espadaña) ist durchaus beeindruckend.[7]

Umgebung
- Die Toros de Guisando – vier aus Granit gehauene Stierskulpturen iberischen Ursprungs – befinden sich ca. 8 km südöstlich.
- Eine Gedenkstätte zur Thronfolgeregelung zu Gunsten der späteren Königin Isabella I. von Kastilien befindet sich unmittelbar daneben.
- Die Ruinen des Hieronymiten-Klosters Monasterio de Guisando liegen ca. 1 km westlich der zuvor genannten Stellen an den felsigen Hängen des Cerro de Guisando. Nach einem Brand wurden Teile der Bauten im 16. Jahrhundert erneuert.[8]